# Charles Reade

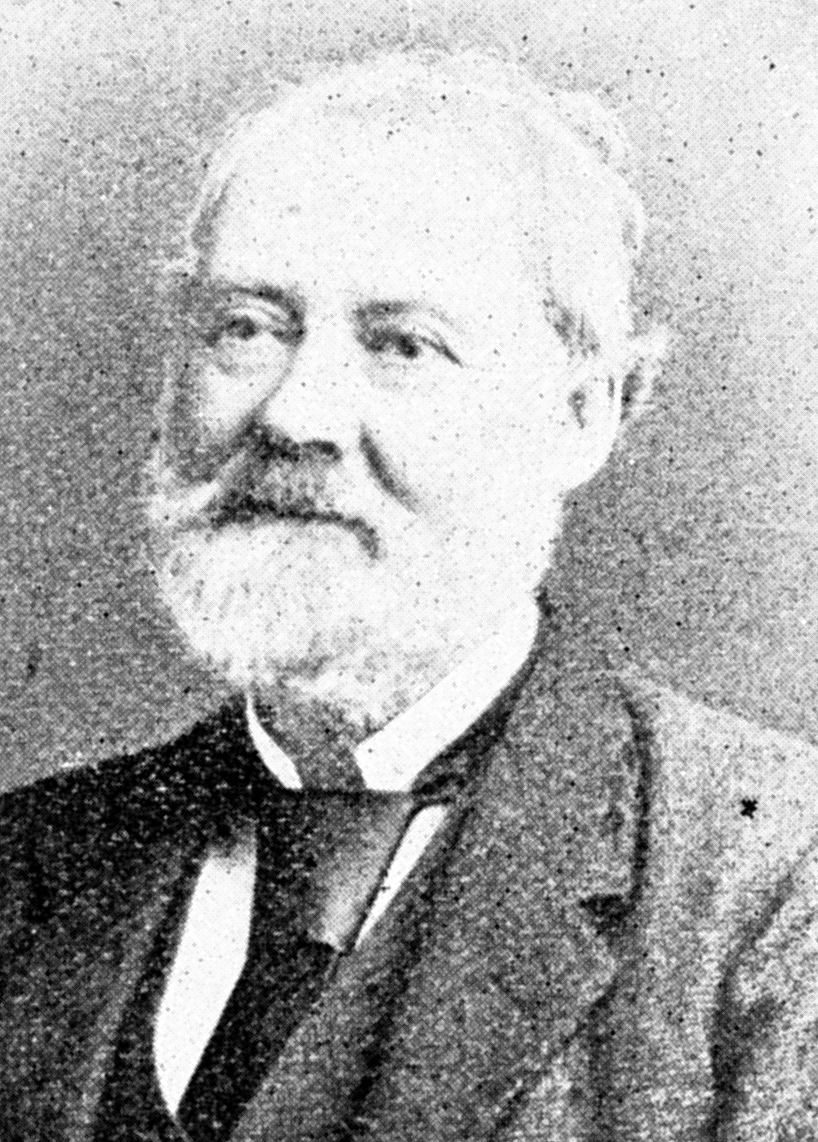
Charles Reade

Charles Reade (ur. 8 czerwca 1814, zm. 11 kwietnia 1884) – angielski powieściopisarz i dramaturg rozwijający tradycję dickensowską.

## Życiorys
Absolwent Magdalen College w Oksfordzie. Rozgłos przyniosła mu powieść Cloister and the Hearth, w której opisał historie rodziców Erazma z Rotterdamu.

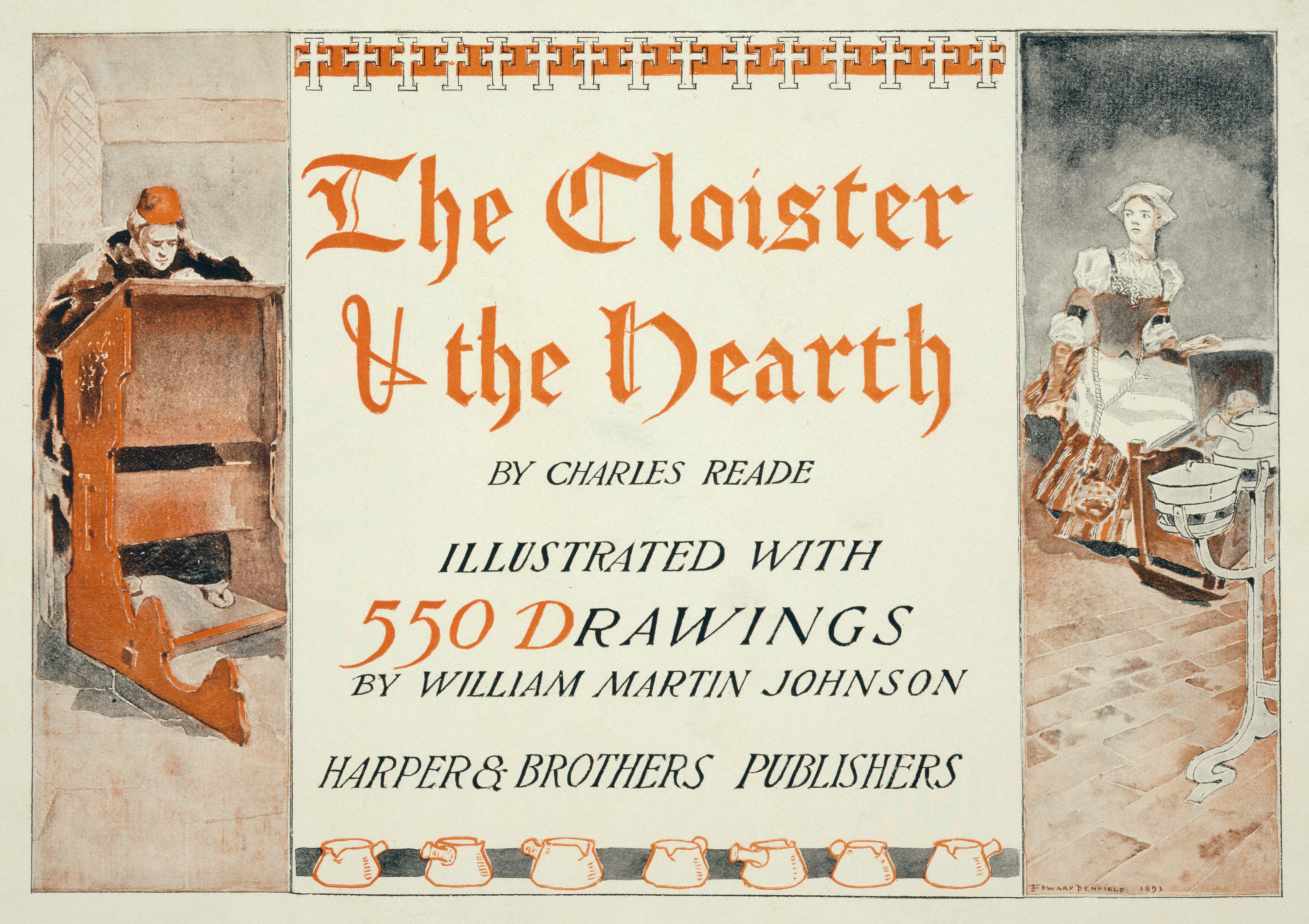
Klasztor i miłość